# Regno indo-greco
Il Regno indo-greco (talvolta Regno greco-indiano) si estese su varie zone collocate a nord e a nord-ovest del subcontinente indiano tra il 180 a.C. e il 10 d.C., venendo governato da una successione di più di trenta sovrani elleni ed ellenistici, spesso in contrasto tra di loro.
Il regno ebbe origine dall'invasione dell'India da parte del sovrano del Regno greco-battriano Demetrio I, nel 180 a.C., che portò alla creazione di un'entità statale che si separò infine dall'originario regno, centrato in Battria (il moderno Afghanistan settentrionale). Il regno ebbe numerose capitali, anche contemporanee l'un l'altra, in considerazione del fatto che sotto il nome di Regno indo-greco si riuniscono diverse linee dinastiche; una delle prime capitali fu Taxila, nel Pakistan settentrionale, mentre altre dinastie ebbero la propria sede a Pushkalavati e Sagala (la più vasta capitale) e, secondo quanto scritto da Claudio Tolomeo nella sua Geografia e quanto deducibile dai nomi degli ultimi sovrani, la città di Theophila nel sud fu ad un certo punto una sede regale o quantomeno satrapale.
Durante i due secoli di governo indo-greco, i sovrani combinarono le lingue e i simboli greci e indiani, come visibile sulla loro monetazione, operando una commistione di pratiche religiose greche, induiste e buddiste, come diviene chiaro esaminando i resti delle loro città. La cultura indo-greca raggiunse un elevato grado di sincretismo, il cui influsso è sentito ancor oggi, specialmente attraverso la diffusione dell'arte greco-buddhista.
Gli indo-greci terminarono di essere un'entità politica indipendente intorno all'anno 10, a seguito delle invasioni degli indo-sciti, sebbene sia plausibile ritenere che enclavi di popolazioni greche rimasero per secoli sotto le dominazioni indo-sasanidi e dell'Impero Kushan.

## Storia

### Origini

#### Prime presenze greche in India
Nel 326 a.C. Alessandro Magno conquistò la parte nord-occidentale del subcontinente indiano, fino al fiume Hypasis, fondando satrapie e diverse città, come Alessandria Bucefala, finché le sue truppe si rifiutarono di avanzare ulteriormente a oriente. Le satrapie indiane del Punjab vennero lasciate ai re Poro e Tassile, cui vennero rinnovate col trattato di Triparadiso del 321 a.C., mentre le truppe greche di stanza in queste satrapie vennero poste sotto il comando del generale Eudemo. Dopo il 321 a.C. Eudemo rovesciò Tassile e regnò fino al 316 a.C., quando lasciò l'India. Un altro generale di Alessandro governò l'India, Peitone, finché non partì per Babilonia nel 316 a.C. Un ultimo generale, Sofite, potrebbe aver regnato nel Punjab settentrionale fino al 294 a.C. circa.
Secondo fonti indiane, truppe greche (yavana) sostennero Chandragupta Maurya nel suo tentativo di rovesciare la dinastia Nanda e nella formazione dell'Impero Maurya. A partire dal 312 a.C. circa, Chandragupta aveva raccolto sotto il proprio dominio vasti territori dell'India nord-occidentale.
Nel 303 a.C. Seleuco I portò un esercito fino all'Indo, dove incontrò Chandragupta: il confronto terminò con un trattato di pace e un "accordo per matrimoni misti" (epigamia), o un matrimonio dinastico o un accordo per matrimoni tra indiani e greci; secondo questo trattato, Seleuco cedette i propri territori nordorientali, forse fino ad Arachosia, a Chandragupta, in cambio di 500 elefanti da guerra, che giocarono un ruolo fondamentale nella battaglia di Ipso:
Venne anche deciso di inviare diversi greci, tra cui lo storico Megastene e Deimaco e Dionisio, a vivere alla corte maruyana; le due corti continuarono a scambiarsi doni.

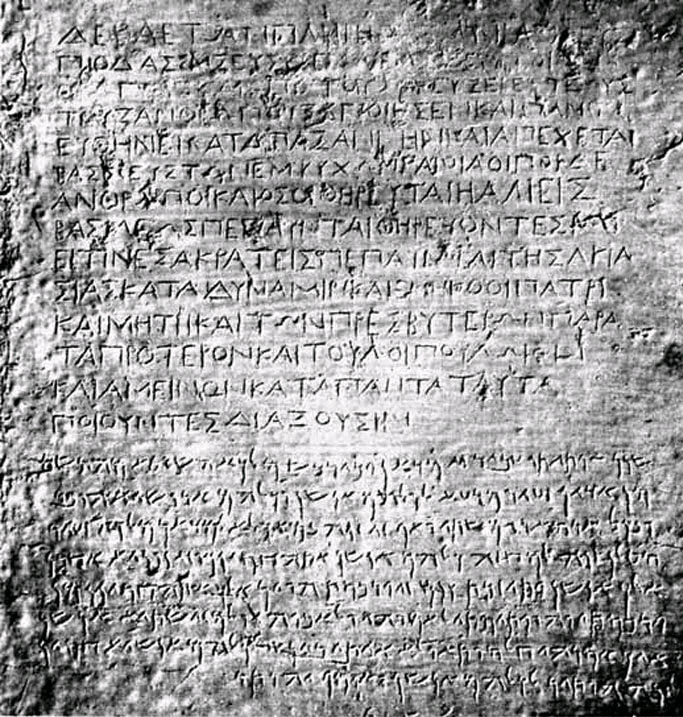
Editto bilingue (greco e aramaico) di re Ashoka, da Kandahar, conservata al Museo di Kabul

Pare che le popolazioni greche siano rimaste nella parte nord-occidentale del subcontinente indiano durante la dinastia maurya. Il nipote di Chandragupta, Ashoka, si convertì al buddismo e fece professione di fede negli editti di Ashoka, che vennero incisi nella pietra; alcuni di essi sono scritti in greco e riferiscono che le popolazioni greche del suo reame si erano anche loro convertite al buddismo:
(Editto della Roccia numero 13)
Nei suoi editti Ashoka afferma di aver inviato emissari buddisti ai sovrani greci, fino al Mediterraneo (editto numero 13) e di aver promosso lo sviluppo della produzione di erbe officinali nei loro territori, per il bene delle persone e degli animali (editto numero 2).
I Greci d'India sembrano aver giocato un ruolo attivo nella diffusione del buddismo, tanto che alcuni degli emissari di Ashoka, come Dharmaraksita, sono descritti dalle fonti in pali come importanti monaci buddisti greci (yona) attivi nel proselitismo. Si ritiene anche che i Greci contribuirono alla scultura dei pilastri di Ashoka.
Ancora nel 206 a.C. il re seleucide Antioco III condusse un esercito in India, dove ricevette elefanti da guerra e altri doni dal re Sofagaseno:
(Polibio, xi.39)

#### Dominio greco in Battria e ascesa dei Shunga

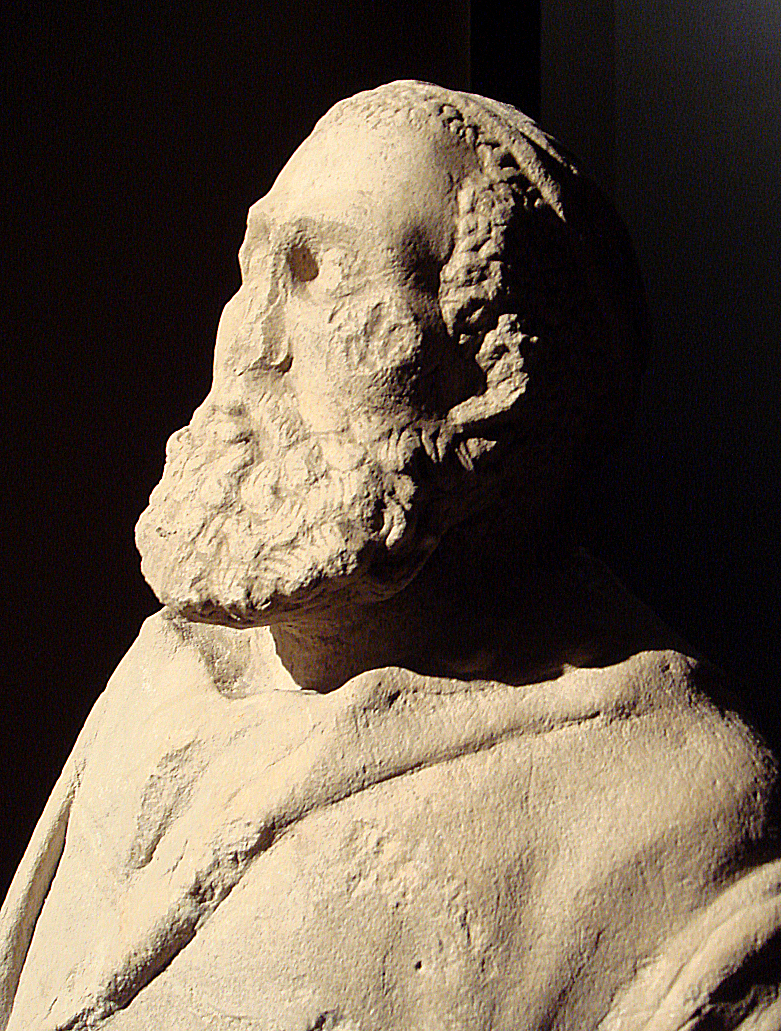
Statua greco-battriana di un anziano o un filosofo, Ai-Khanum, Battria, II secolo a.C.

Alessandro Magno aveva fondato numerose città anche nella vicina Battria, come Alessandria sull'Oxus (moderna Ai-Khanum) e Alessandria del Caucaso (la medioevale Kapisa, la moderna Bagram). Dopo la morte di Alessandro nel 323 a.C., la Battria fu controllata da Seleuco I Nicator, che fondò l'Impero seleucide; il Regno greco-battriano fu fondato da Diodoto I, satrapo di Battria, che proclamò l'indipendenza dall'Impero seleucide intorno al 250 a.C. A seconda delle ricostruzioni, l'indipendenza sarebbe avvenuta nel tra il 255 e il 246 a.C.; la prima ipotesi spiegherebbe la scarsa coniazione battriana del sovrano seleucide Antioco II con un'indipendenza avvenuta molto presto durante il suo regno, mentre la datazione più bassa collegherebbe la secessione battriana allo scoppio della Terza guerra siriaca, un conflitto catastrofico per i Seleucidi.
(Marco Giuniano Giustino, XLI.4)
Il nuovo regno, altamente urbanizzato e considerato uno dei più ricchi d'Oriente, divenne più potente e si espanse verso Oriente e Occidente:
(Strabone, XI.XI.I)
I Greco-battriani mantennero una cultura di forte impronta ellenistica in prossimità dell'India durante l'Impero Maurya, come chiaramente visibile negli scavi archeologici di Ai-Khanoum. Quando l'Impero Maurya fu rovesciato dai Shunga, i Greco-battriani ebbero l'occasione di espandersi in India; infatti in India, nel 185 a.C. Pusyamitra Shunga, comandante in capo delle forze imperiali maurya e bramino, assassinò l'ultimo imperatore maurya Brihadrata, fondando un regno che giunse a controllare il Punjab.
Fonti buddiste come l'Asokavadana riferiscono che Pusyamitra era ostile ai buddisti e che perseguitò la loro fede. Un gran numero di monasteri buddisti (vihara) sarebbero stati convertiti in templi induisti, in luoghi come Nālandā, Bodhgaya, Sarnath o Mathura. Sebbene sia stato dimostrato che all'epoca induismo e buddismo erano in competizione, e che i Sunga favorivano il primo, studiosi moderni rigettano le notizie di persecuzione sunga come un'esagerazione delle fonti buddiste.

### Fondazione del Regno

#### Ricostruzione della conquista greca

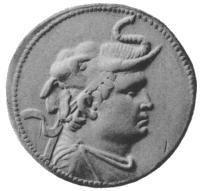
Il fondatore del Regno indo-greco, Demetrio I l'invincibile (205–171 a.C.), raffigurato su una moneta mentre indossa lo scalpo di un elefante, simbolo della sua conquista dell'India

Il re greco-battriano Demetrio I, figlio di Eutidemo I, invase l'India da nord-ovest intorno al 180 a.C., guidando le proprie truppe attraverso l'Hindu Kush. L'invasione greca sembra essere avanzata fino alla capitale di Pataliputra, per poi arretrare e consolidarsi nell'India nord-occidentale. Apollodoto, pare un parente di Demetrio, guidò l'invasione verso meridione, mentre Menandro, uno dei generali di Demetrio, diresse la penetrazione verso oriente. Per le sue conquiste, Demetrio ricevette l'appellativo ανικητος ("aniketos"), "l'invincibile", un titolo mai assunto da alcun re prima di lui.
La campagna di invasione greca è ricostruibile in base alle monete e alle prove architettoniche; le fonti letterarie sono sia greche, Strabone e Marco Giuniano Giustino, sia sanscrite, con citazioni presenti nei lavori di Patañjali e Kālidāsa e nella Yuga Purana.

#### Fonti greco-romane
I Greco-Battriani, dopo aver attraversato l'Hindu Kush, tentarono prima di rioccupare l'area di Arachosia, dove le popolazioni greche avevano vissuto sin dalla concessione di quel territorio a Chandragupta Maurya da parte di Seleuco I: Isidoro di Carace descrive le città greche della zona, una delle quali è chiamata Demetrias, probabilmente in onore del conquistatore Demetrio I.
Secondo Strabone, l'avanzata greca raggiunse temporaneamente la capitale dei Sunga, Pataliputra (moderna Patna), nell'India orientale:
(Strabone, Geografia, xv.1.27)

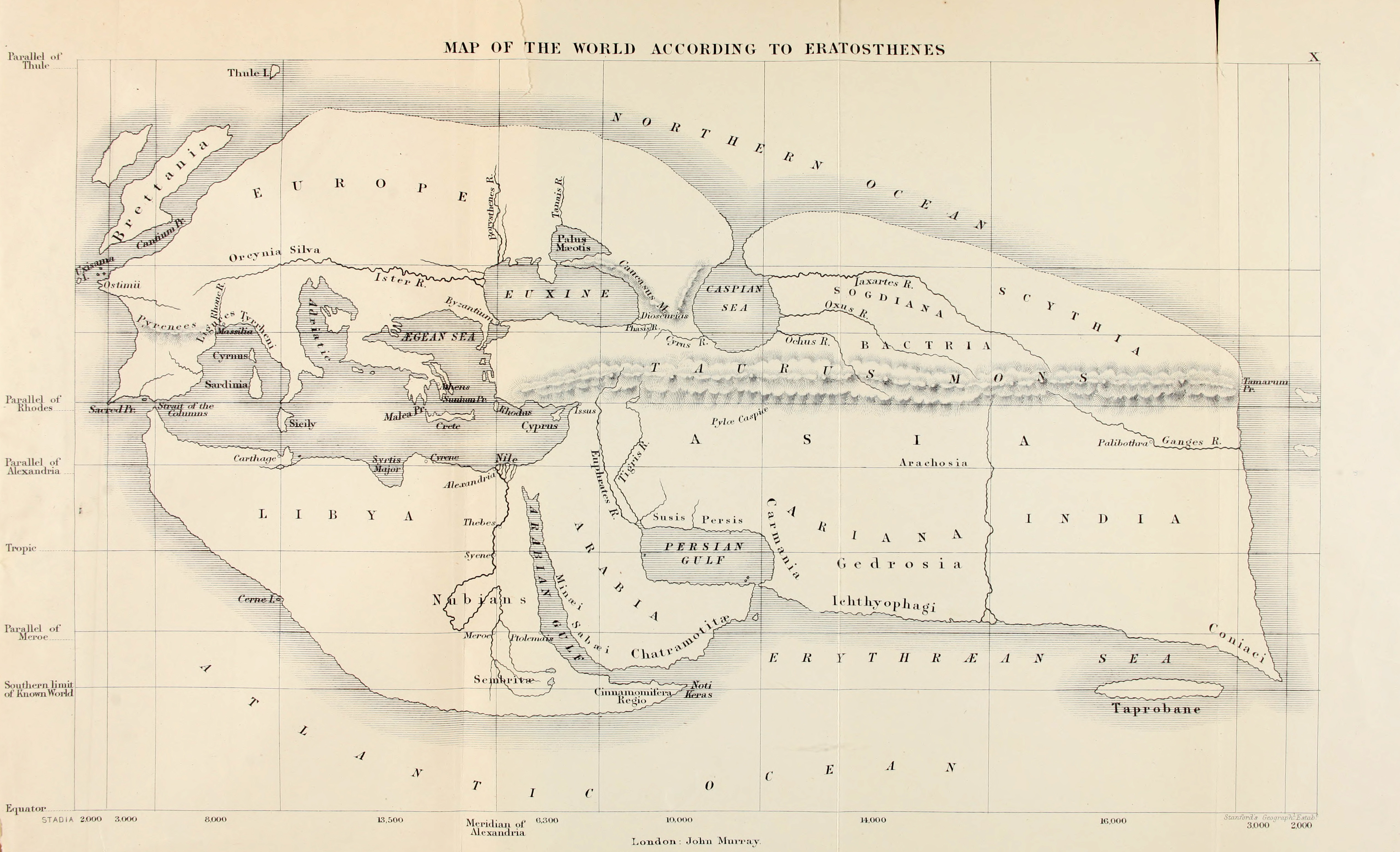
Il mondo ellenistico raffigurato nella mappa di Eratostene come era subito prima delle conquiste indo-greche: l'India appare completamente formata, con il Gange e Palibothra (Pataliputra) a oriente.

Lo storico greco del I secolo a.C. Apollodoro di Artemita afferma, citato da Strabone, che sotto la guida di Demetrio I e di Menandro i Greco-Battriani conquistarono l'India occupando un territorio più vasto di quello vinto dai Macedoni di Alessandro Magno, in quanto si estendeva oltre l'Hypanis verso l'Himalaya:
(Apollodoro di Artemita, citato in Strabone, xi.11.1.)
Anche lo storico romano Giustino menziona le conquiste indo-greche, descrivendo Demetrio come il Rex Indorum ("Re degli Indiani") e spiega poi che dopo averlo sconfitto, Eucratide a sua volta Indiam in potestatem redegit ("mise l'India in proprio potere"):
(Giustino, Historiarum Philippicarum libri XLIV, xli.6)
Giustino cita anche Apollodoto e Menandro come re degli Indiani:
(Giustino, citato in Seldeslachts, p. 284)
Le fonti greche e indiane tendono a suggerire che i Greci avanzarono fino a Pataliputra, dove vennero obbligati a ritirarsi a seguito del colpo di Stato operato da Eucratide in Battria, intorno al 170 a.C., e suggeriscono un periodo di occupazione di circa otto anni. In alternativa, Menandro potrebbe aver semplicemente accompagnato i re indiani in un attacco giù per il Ganga, in quanto il territorio indo-greco è stato confermato solo dalla valle di Kabul fino al Punjab

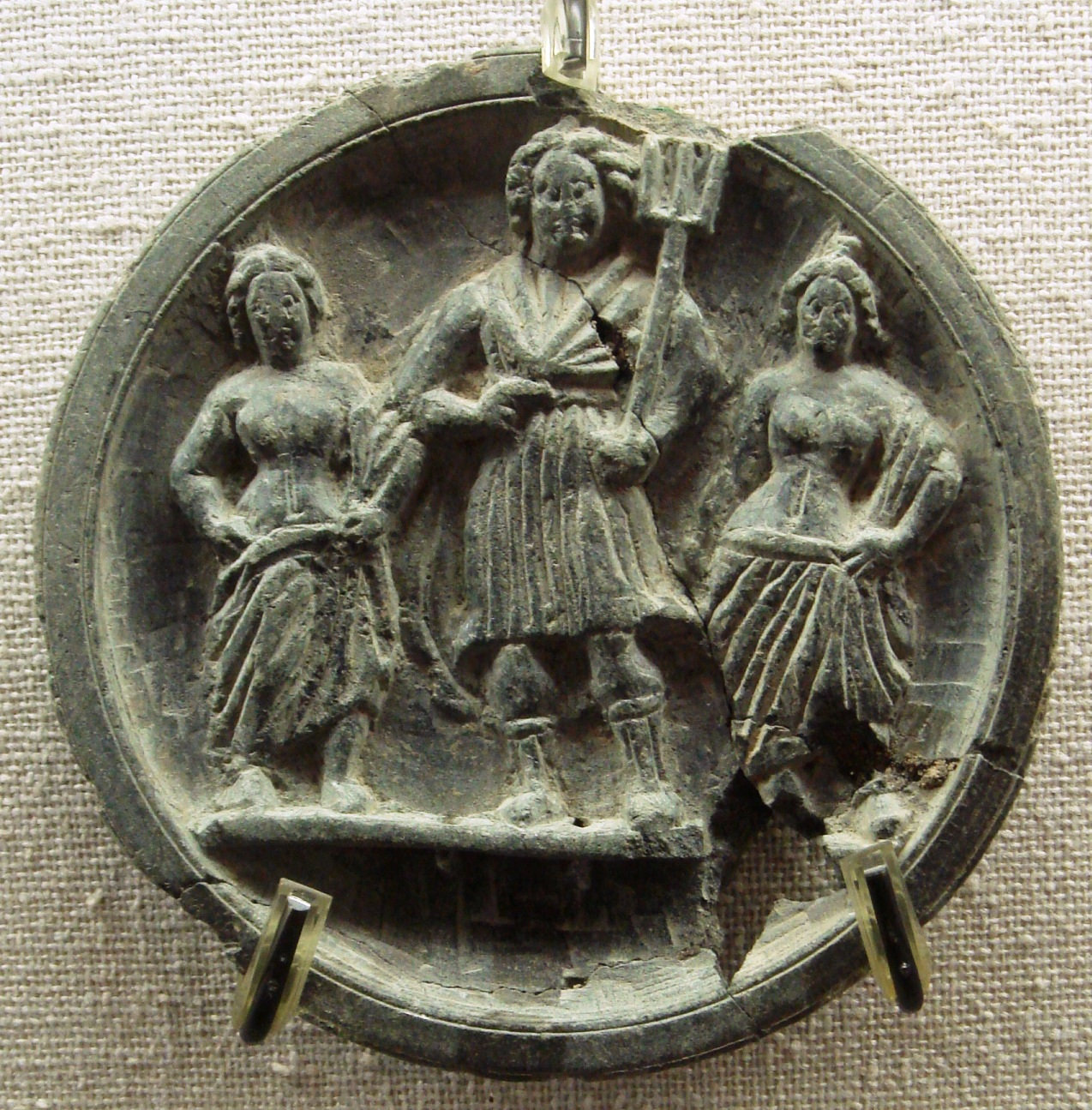
Contenitore per cosmetici con scena raffigurante Poseidone con dei collaboratori; il dio indossa un chitone, un chlamys e degli stivali (II-I secolo a.C., Gandhara, Museo dell'Antico Oriente)

A sud, i Greci occuparono le aree del Sindh e del Gujarat fino alla regione del Surat, Saraostus in greco, nei pressi di Bombay, inclusa il porto strategico di Barigaza (Bharuch), come affermato da diversi scrittori e come evidente da monete databili al re indo-greco Apollodoto I.
Nel Periplo del Mar Eritreo (I secolo) vengono descritte numerose costruzioni e fortificazioni greche a Barigaza, sebbene vengano erroneamente attribuite ad Alessandro, e viene testimoniata la circolazione di monete indo-greche nella regione:
(Periplo del Mar Eritreo, 41)
(Periplo del Mar Eritreo, 47)
Dalle fonti antiche è ricavabile una lista di province, satrapie o semplici designazioni regionali, e città greche dei territori del Regno indo-greco possono essere riconosciute, dal bacino dell'Indo all'alta valle del Gange:
- Patalene - l'intera regione del delta dell'Indo, con probabile capitale in Demetrias-in-Patalene, probabilmente fondata da Demetrio (Claudio Tolomeo, Geographia, VII.1.55; Strabone, xi.11.1);
- Abiria - a nord del delta dell'Indo, il suo nome deriva probabilmente dalla popolazione degli Ahbira (Claudio Tolomeo, Geographia, vii.1.55);
- Prasiane - a nord di Abiria e ad est del canale principale dell'Indo (Plinio, Naturalis historia, vi.71);
- Surastrene - a sud-est di Patalene, comprendente la penisola di Kathiawar e parti di Gujerat sino a Bharuch (moderna Saurashtra e Surat), con la città di "Theophila". (Claudio Tolomeo, Geographia, VII.1.55; Strabone, xi.11.1; Periplo del Mar Eritreo, xli–xlvii);
- Sigerdis - una regione costiera oltre la Patalene e la Surastrene, ritenuta corrispondente alla Sindh (Strabone, xi.11.1);
- Souastene - suddivisione di Gandhara, inclusa la Valle dello Swat (Claudio Tolomeo, Geographia, VII.1.42);
- Goryaea - piccolo distretto posto tra il corso inferiore dello Swat e il Kunar (Bajaur), con la città di «Nagara, anche chiamata Dionysopolis» (Claudio Tolomeo, Geographia, VII.1.42);
- Peucelaitas - il distretto immediatamente attorno a Pushkalavati (greco: Peucela) (Arriano, Indica, iv.11);
- Kaspeiria - comprendente le valli superiori del Chenab, del Ravi e del Jhelum, corrispondente quindi al Kashmir meridionale (Claudio Tolomeo, Geographia, VII.1.42);
- Pandouorum - regione del Punjab lungo il fiume Hydaspes, con la «città di Sagala, anche detta Euthydemia» e un'altra città chiamata «Bucephala» (Claudio Tolomeo, Geographia, VII.1), o «Bucephalus Alexandria» (Periplo, 47).
- Kulindrene - secondo Tolomeo, una regione comprendente le valli superiori dei fiumi Sutlej, Jumna, Beas, e Gange: questa descrizione potrebbe essere errata, e l'estensione della regione inferiore (Claudio Tolomeo, Geographia, VII.1.42).

#### Fonti indiane
Diverse fonti indiane descrivono attacchi degli Yavana contro Mathura, Panchala, Saketa, e Pataliputra: il termine Yavana è ritenuto una traslitterazione di "Ioni" ed è stato accertato che veniva usato per indicare i greci ellenistici, ma potrebbe essere stato usato anche per altri stranieri, in particolare negli ultimi secoli.
Patañjali, un grammatico e un commentatore di Pāṇini vissuto nel 150 a.C. circa, descrive nel Mahabhasya delle invasioni, per due volte utilizzando il tempo imperfetto della lingua sanscrita, indicazione di un evento recente:
- «Arunad Yavanah Sāketam» ("Gli Yavana stavano assediando Saketa");
- «Arunad Yavano Madhyamikām» ("Gli Yavana stavano assediando Madhyamika", il "Paese di mezzo").

L'Anushasanaparava del Mahābhārata afferma che il paese di Mathura, il cuore dell'India, era sotto il controllo comune degli Yavana e dei Kambojas. Il Vayupurana afferma che Mathura fu governata da sovrani greci per 82 anni. Racconti di battaglie tra Greci e Sunga in India centrale sono contenuti anche nel Malavikagnimitram, un'opera di Kālidāsa che racconta dell'incontro tra le forze greche e Vasumitra, nipote di Pusyamitra Sunga, durante il regno di quest'ultimo.
Anche il testo braminico dello Yuga Purana, che descrive gli eventi storici dell'India sotto forma di una profezia, racconta degli attacchi degli Indo-Greci contro la capitale Pataliputra, una magnifica città con 570 torri e 64 porte, secondo Megastene, e descrive la distruzione definitiva delle mura della città:
(Yuga Purana, 47-48.)
Secondo lo Yuga Purana, seguì una situazione di completi disordini sociali, in cui gli Yavana governarono e si unirono al popolo, e le posizioni dei Bramini e dei Sudra vennero invertite:
(Yuga Purana, 55–56.)
Sono note molte raffigurazioni di Greci nell'India centrale, risalenti al II-I secolo a.C., come i soldati greci a Bharhut o un fregio a Sanchi che raffigura stranieri di aspetto greco che onorano la stupa di Sanchi con doni, preghiere e musica: vestono il chlamys sopra un corto chitone senza pantaloni, ed indossano sandali con allacciatura alta; sono senza barba con capelli ricci e corti e fasce allacciate in testa, mentre due uomini indossano dei cappelli di tipo pilo; suonano differenti strumenti, tra cui due trombe di tipo carnyx e un doppio flauto (diaulos). Questo fregio si trova non lontano da Vidisa, dove è presente un monumento indo-greco, il Pilastro di Eliodoro.

### Consolidamento

#### Ritiro dalle regioni orientali

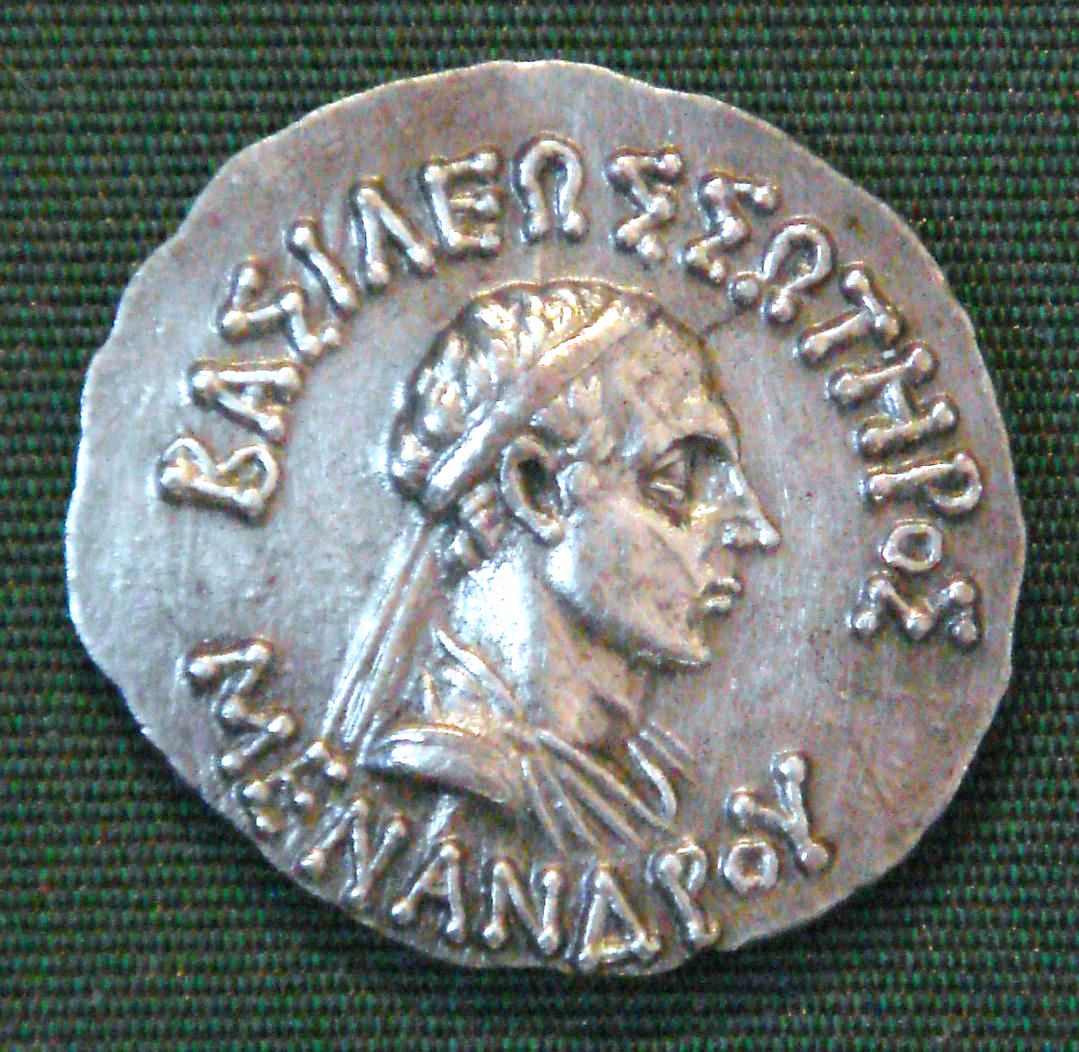
Moneta di Menandro I; la legenda in alfabeto greco reca il suo titolo, ΒΑΣΙΛΕΟΣ ΣΟΤΕΡΟΣ ΜΕΝΑΝΔΡΟΥ (Basileos Soteros Menandrou), "Re Salvatore Menandro"

La prima invasione greca fu completata entro il 175 a.C., quando gli Indo-Greci costrinsero i Sunga nei territori a est di Pataliputra e stabilirono il loro dominio sul nuovo territorio. In Battria, però, intorno al 170 a.C. un usurpatore di nome Eucratide riuscì a rovesciare la dinastia eutidemide, assumendo il titolo regale e iniziando una guerra civile con l'invasione del territorio indo-greco; gli Indo-Greci furono obbligati ad abbandonare i territori più a oriente, spostando la frontiera con i Sunga a Mathura, per poter fare fronte a questa nuova minaccia:
(Yuga Purana, 56–57)
L'iscrizione di Hathigumpha, scritta da re Kharavela di Kalinga, testimonia la presenza del re degli Yavana, Demetrio, e del suo esercito nell'India orientale, forse fino alla città di Rajagriha, una delle più importanti città sacre buddiste e a 70 km a sud-ovest di Pataliputra; prosegue dicendo che alla fine Demetrio si ritirò a Mathura dopo aver sentito dei successi di Kharavela a sud:
(Iscrizione di Hathigumpha, in Epigraphia Indica, vol. xx.)
In ogni caso, Eucratide sembra aver occupato un territorio che si estendeva fino al fiume Indo, tra il 170 e il 150 a.C. Le sue avanzate furono alla fine bloccate da sovrano indo-greco Menandro I, precedentemente generale di Demetrio, che consolidò il proprio potere nella parte indiana dell'impero "greco-indo-battriano", anche se pare che abbia conquistato la Battria, come testimoniato dall'emissione di monete in stile greco-battriano, e iniziò persino le ultime avanzate verso oriente.

#### Ascesa di Menandro

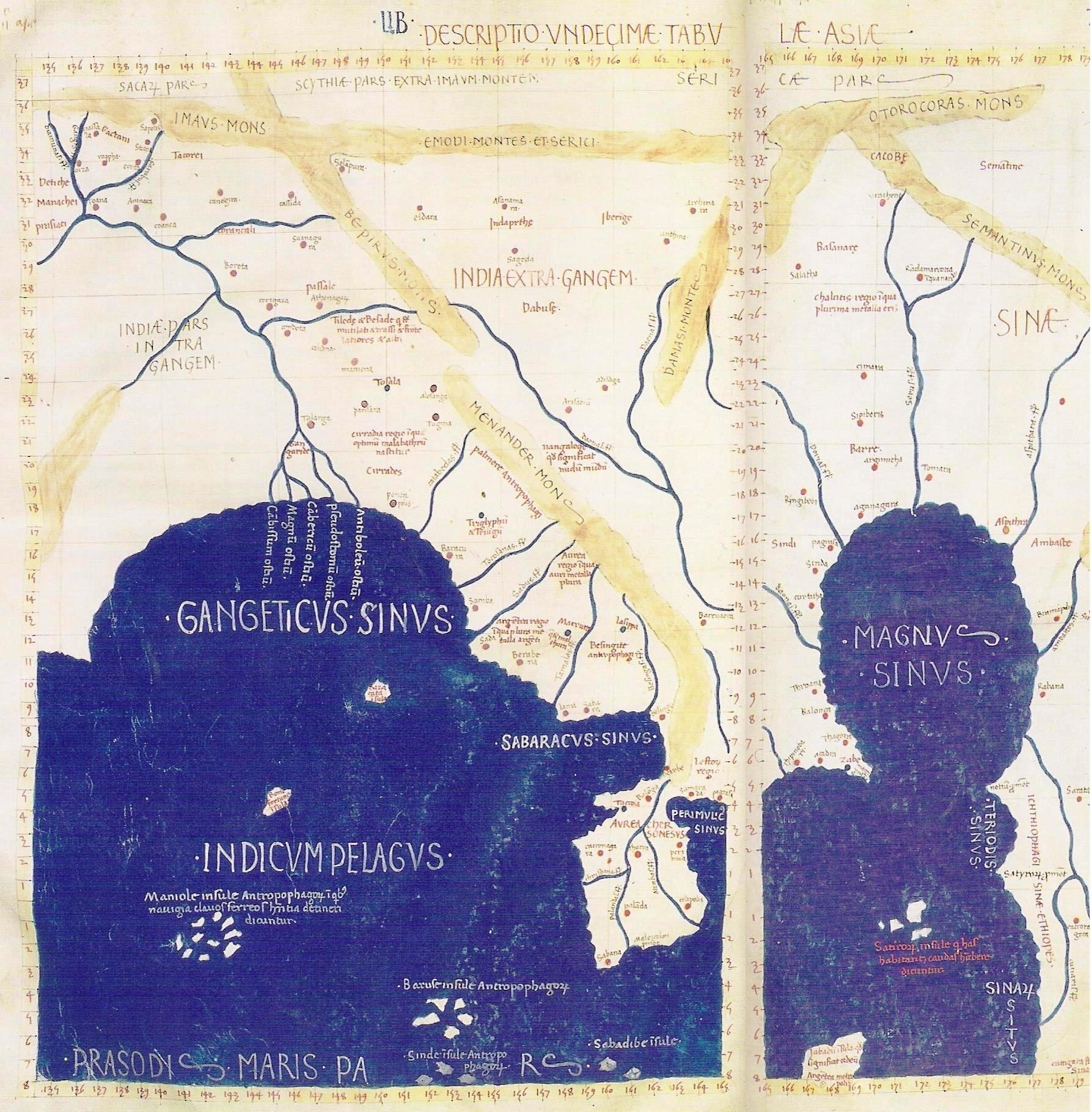
Dettaglio dell'Asia da una mappa del mondo basata sulla Geographia di Claudio Tolomeo: al centro della mappa il Menander Mons, nella parte orientale del subcontinente indiano, sopra il Gange

Menandro I è considerato il più vittorioso sovrano indo-greco, conquistatore di un vasto territorio. I ritrovamenti di sue monete sono i più numerosi e più sparsi geograficamente rispetto a tutti gli altri re indo-greci. Nell'antichità, per lo meno a partire dal I secolo, col nome di Menander Mons, "Monte di Menandro", ci si riferiva alla catena montuosa all'estremità orientale del subcontinente indiano, le moderne Naga e Arakan, come testimoniato dalle mappe basate sulla Geografia di Claudio Tolomeo, geografo ellenistico del II secolo.
Anche la letteratura buddista ricorda Menandro, con il nome di Milinda: nel Milinda Panha viene ricordato come un convertito al buddismo, divenendo un arhat le cui reliquie vennero poste in un tempietto in un modo simile a quelle del Buddha.
Va notato anche che Menandro iniziò la coniazione di una nuova moneta, raffigurante Atena Alkidemos ("Protettrice del popolo") al rovescio, continuata poi dai suoi successori orientali.
Sotto il suo regno si ebbero le conquiste a est del Punjab. Alla sua morte gli succedette la moglie Agatocleia, come tutrice per il figlio Stratone I. Dopo di lui, altri circa venti sovrani indo-greci regnarono in successione la parte orientale del territorio indo-greco.

#### Migrazione dei greco-battriani
A partire dal 130 a.C., gli Sciti, seguiti poi dagli Yuezhi, penetrarono nella Battria da nord, dopo una lunga migrazione lungo il confine della Cina. Intorno al 125 a.C., il re greco-battriano Eliocle, figlio di Euticrade I fu ucciso, probabilmente durante questa invasione, e il Regno greco-battriano vero e proprio terminò di esistere. Alla caduta di Eliocle sopravvisse probabilmente il suo parente Eucratide II, che regnò a sud dell'Hindu Kush, in aree non interessate dall'invasione. Altri re indo-greci come Zoilo I, Lisia e Antialcide potrebbero essere stati parenti della dinastia eucratidea o di quella eutidemide; tutti coniarono monete con legende sia greche che bilingue e fondarono regni propri.
Un'alleanza con gli Yuezhi pare sia seguita all'invasione: sulle monete di Zoilo I viene raffigurata la clava di Ercole con un arco ricurvo del tipo usato sulle steppe all'interno di una corona della vittoria.
Gli Indo-Greci soffrirono così della migrazione della restante popolazione greco-battriana nei loro territori occidentali: il dominio indo-greco fu così diviso in sue reami, con la casata di Menandro che regnò i territori che andavano dalla sponda orientale del fiume Jhelum fino a Mathura e i re occidentali che controllarono il più vasto regno comprendente Paropamisadae, il Punjab occidentale e Arachosia verso sud.

### Declino e caduta
Durante il I secolo a.C., gli Indo-Greci persero progressivamente terreno nei confronti degli Indiani a oriente e degli Sciti, gli Yuezhi e i Parti a occidente. Circa diciannove re indo-greci di questo periodo sono noti, fino all'ultimo di essi, Stratone II, che regnò nel Punjab fino all'anno 10.

#### Perdita di Mathura e dei territori orientali (100 a.C. circa)

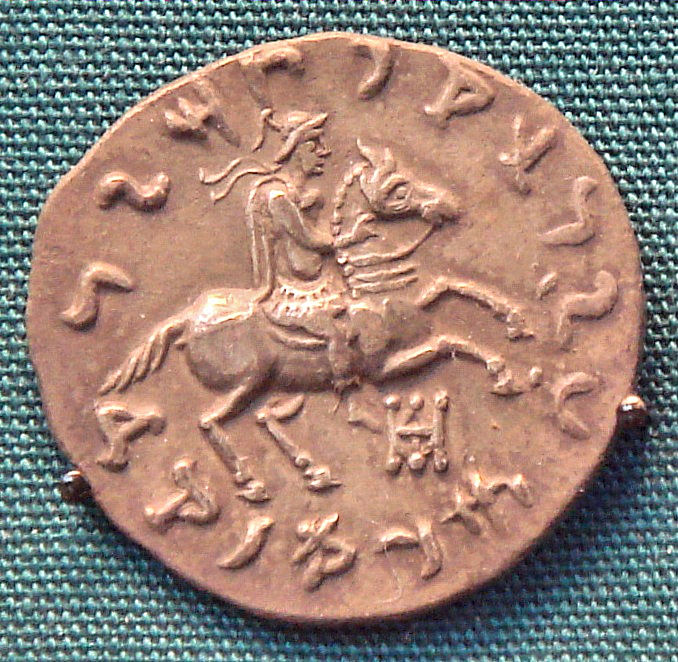
Moneta di Filosseno, disarmato, mentre benedice con la destra

Gli Indo-Greci regnarono fino a Mathura ancora nel I secolo a.C.: l'iscrizione di Maghera, proveniente da un villaggio sito nei pressi di Mathura, registra l'inaugurazione di un pozzo «nel centosedicesimo anno di regno degli Yavana», che potrebbe essere identificato non oltre il 70 a.C. Poco dopo i re indiani riconquistarono l'area di Mathura e il Punjab sud-orientale, a ovest del fiume Yamuna, iniziando a coniare monete proprie. Gli Arjunayana, nell'area di Mathura, e gli Yaudheya celebrarono le proprie vittorie militari sulle rispettive monete ("Vittoria degli Arjunayana", "Vittoria degli Yaudheya"). Durante il primo secolo i Trigarta, gli Audumbaras e infine anche i Kuninda (i più vicini al Punjab) iniziarono a coniare le proprie monete, solitamente con uno stile molto simile alla monetazione indo-greca.
Il re occidentale Filosseno occupò per un breve periodo il restante territorio greco da Paropamisadae al Punjab occidentale tra il 100 e il 95 a.C.; in seguito il territorio indo-greco si frammentò nuovamente. I re occidentali riconquistarono i propri territori verso ovest fino ad Arachosia, mentre i re orientali continuarono a governare a intermittenza fino all'inizio dell'Era Volgare.

#### Invasione degli Sciti (80-20 a. C.)

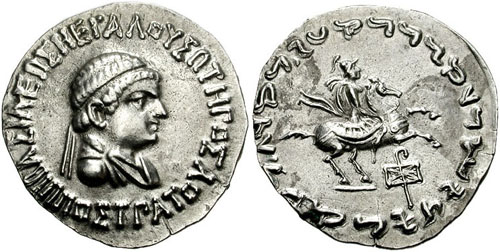
Tetradracma di Ippostrato, che regnò nel 65-55 a.C. circa

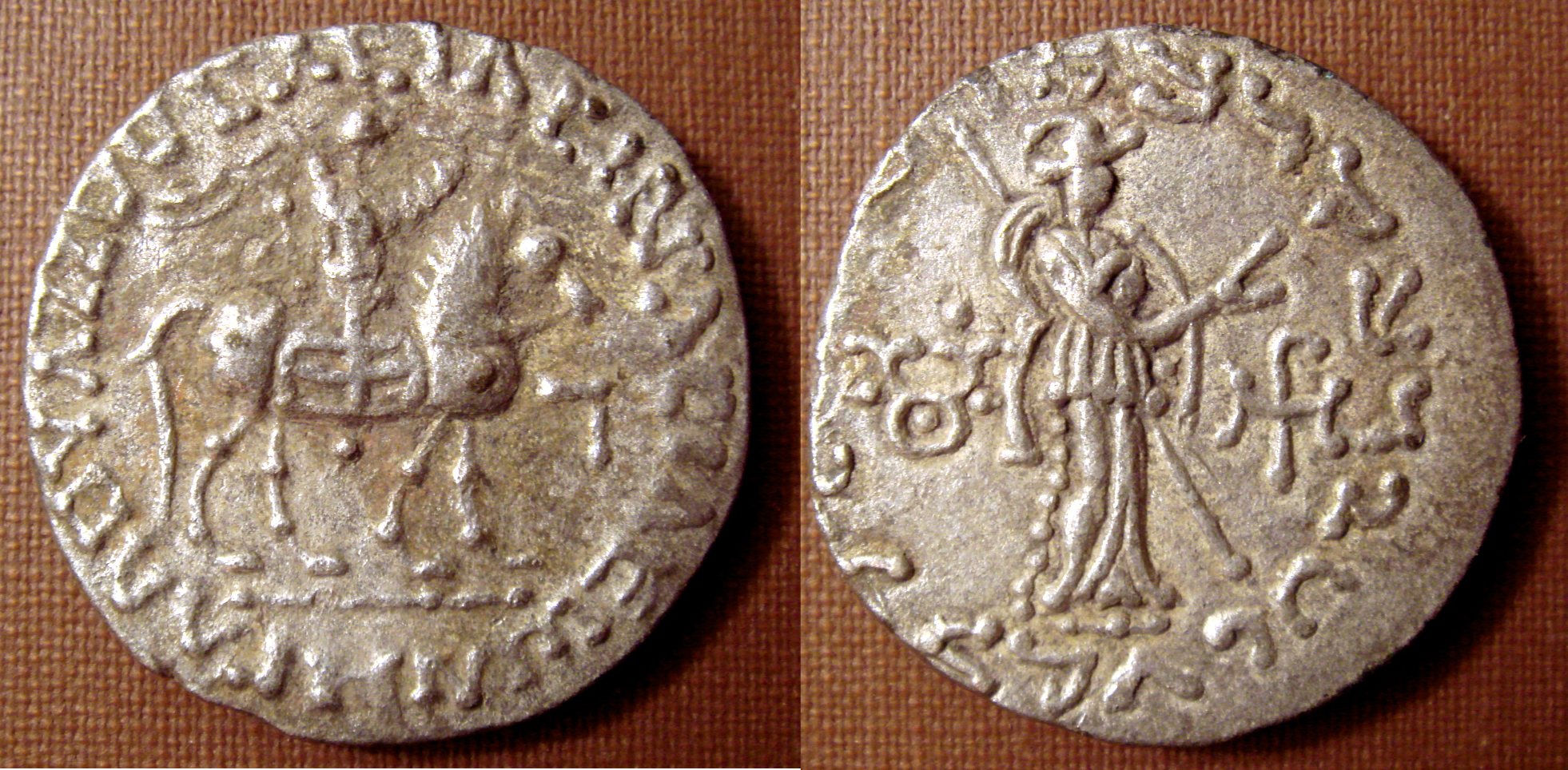
Moneta d'argento del re indo-scita Azes II, che regnò nel 35-12 a.C. circa

Intorno all'80 a.C. un re indo-scita, Maues, forse un generale al servizio degli Indo-Greci, regnò per alcuni anni nell'India del nord-ovest, prima che i Greci riconquistassero la zona. Re Ippostrato (65-55 a.C.) sembra sia stato uno dei più vittoriosi tra i successivi re indo-greci, ma alla fine venne sconfitto dall'indo-scito Azes I, che fondò la dinastia indo-scita.
Sebbene il predominio militare e politico degli Indo-Sciti sia indubitabile, rimasero sorprendentemente molto rispettosi delle culture greca e indiana. Le loro monete vennero coniate nelle zecche greche e continuarono ad utilizzare legende greche e kharoshthi in maniera corretta, raffigurando persino divinità del pantheon greco, in particolare Zeus. L'iscrizione sul capitello del leone di Mathura afferma che adottarono la fede buddista, così come testimoniano le raffigurazioni di divinità che formano i vitarka mudra sulle loro monete. Le comunità greche non solo non vennero sterminate, ma continuarono ad esistere sotto il dominio indo-scito. Esiste la possibilità che le due comunità, i Greci e gli Indo-Sciti, si siano fuse: in una moneta pubblicata di recente, il re indo-greco Artemidoro si dichiara «figlio di Maues», mentre i rilievi di Burner mostrano Indo-Greci e Indo-Sciti mentre festeggiano insieme.
Gli Indo-Greci continuarono a governare un territorio nel Punjab orientale, finché il regno dell'ultimo re indo-greco, Stratone II, venne conquistato dal sovrano indo-scita Rajuvula intorno all'anno 10 a C.

#### Espansione degli Yuezhi a occidente (dal 70 a.C.)
Sono noti circa otto re indo-greci occidentali. L'ultimo re di una certa importanza fu Ermeo, che regnò fino al 70 a.C. circa; poco dopo la sua morte gli Yuezhi invasero i suoi territori dalla Battria. Le cronache cinesi, la Hou Hanshu in particolare, raccontano che il generale cinese Wen-Chung aveva fatto da intermediario nella stipula dell'alleanza tra Ermeo e gli Yuezhi contro gli Indo-Sciti. Va notato come sulle monete in cui è raffigurato a cavallo, Ermeo appare armato di arco ricurvo e faretra tipici delle steppe (gorytos), da cui provenivano gli Yuezhi.
Dopo il 70 a.C. gli Yuezhi divennero i nuovi signori di Paropamisadae: coniarono grandi quantità di emissioni postume di Ermeo, per lo meno fino al 40 d.C., quando la loro monetazione si fonde con quella del re kushan Kujula Kadphises. Il primo principe yuezhi storico, Sapadbizes, regnò intorno al 20 a.C.: egli coniò monete con legende greche e con lo stesso stile dei re indo-greci occidentali, probabilmente utilizzando zecche e incisori greci.

#### Dominio indo-parto (10-60)

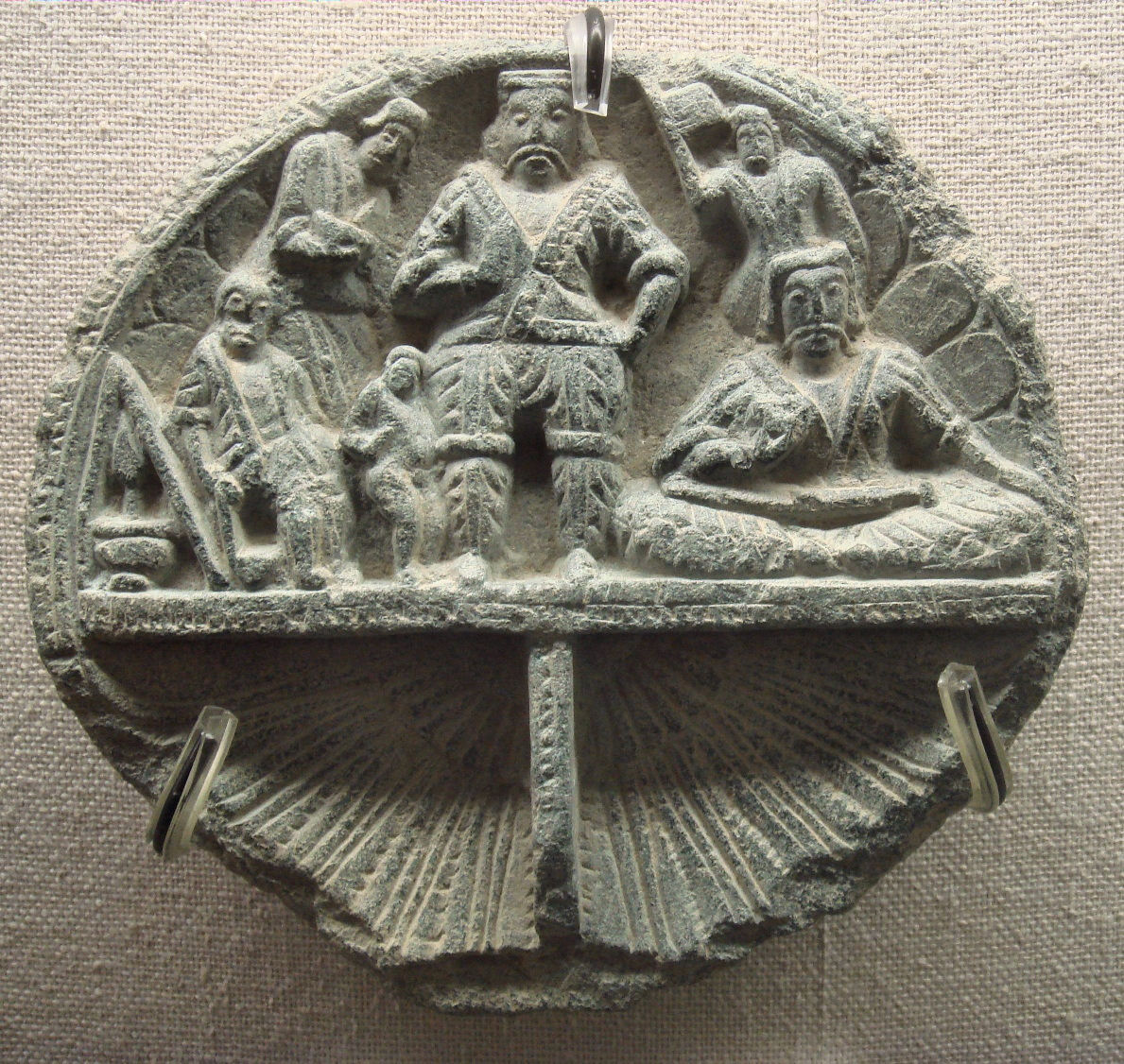
Re indo-parto con i suoi attendenti; Museo dell'Antico Oriente

I Parti, rappresentati dai Surena, una famiglia parta nobile di discendenza arsacide iniziarono a penetrare nei territori che erano stati occupati dagli Indo-sciti e dagli Yuezhi, fino alla deposizione dell'ultimo re indo-scita, Azes II, intorno al 12 a.C. I Parti arrivarono a controllare tutta la Battria e vasti territori in India settentrionale, dopo aver combattuto contro molti signori locali come Kujula Kadphises dell'Impero Kushan nella regione del Gandhara. Intorno al 20 Gondofare, uno dei conquistatori parti, dichiarò la propria indipendenza dall'Impero parto e fondò il Regno indo-parto nei territori conquistati, con capitale Taxila.
Pare che alcune città greche siano rimaste intatte sotto il dominio parto, come nel caso dell'Arachosia, descritta da Isidoro di Carace nella sua opera del I secolo Stazioni parte, in cui ci sono le città di Demetrias e Alexandopolis.

#### Supremazia kushan (dal 60)

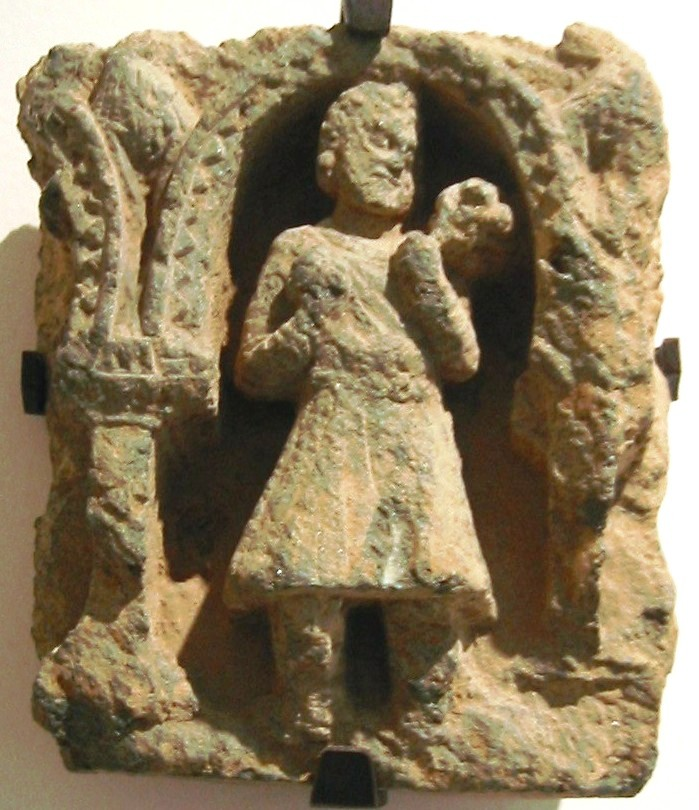
Un uomo yuezhi/kushan in abbigliamento tradizionale, con tunica e stivali, II secolo, Gandhara

Gli Yuezhi si espansero a est durante il I secolo, per fondare l'Impero Kushan. Il primo imperatore kushan, Kujula Kadphises, si fece associare ostentatamente con Ermeo sulle proprie monete, suggerendo un legame con lui per merito dell'antica alleanza o quanto meno rivendicandone l'eredità: gli Yuezhi, da cui discesero poi i Kushan, erano infatti eredi politici e culturali degli Indo-Greci sotto molti punti di vista, come indicato dalla loro adozione della cultura greca (sistema di scrittura, arte greco-buddista, ...) e dalla loro pretesa appartenenza alla dinastia di Ermeo.
L'ultima menzione di un sovrano indo-greco è suggerita da un'iscrizione su un anello con sigillo del I secolo, recante il nome del re Theodamas, dall'area di Bajaur in Gandhara, moderno Pakistan: non sono state ritrovate sue monete, ma il sigillo reca una scritta in kharoshthi, Su Theodamasa, con Su interpretato come la traslitterazione greca del titolo regale kushan shau, da shah, "re".

## Lista di sovrani indo-greci e loro territori
Ad oggi sono noti 36 sovrani indo-greci. Sebbene molti di loro siano ricordati dalle fonti, sia occidentali che indiane, la maggior parte di loro sono noti attraverso rinvenimenti numismatici. L'esatta cronologia e successione dei loro regni è ancora oggetto di discussione, con correzioni regolarmente applicate in seguito a nuove analisi e a nuovi rinvenimenti di monete.

## Resti archeologici

### Resti urbani
La città di Sirkap, nel moderno Pakistan nord-occidentale e vicino a Taxila, fu costruita seconda lo schema a griglia "ippodamea" tipica delle città greche, e fu una fortezza ellenistica di proporzioni rilevanti, con mura di 6 km di circonferenza e di 10 m di altezza. Le case del livello indo-greco sono «quelle progettate meglio di tutti e sei gli strati, e le strutture di pietra di cui sono costituite le sue mura sono le più solide e compatte.» Si ritiene che questa città fu costruita da Demetrio.

### Artefatti

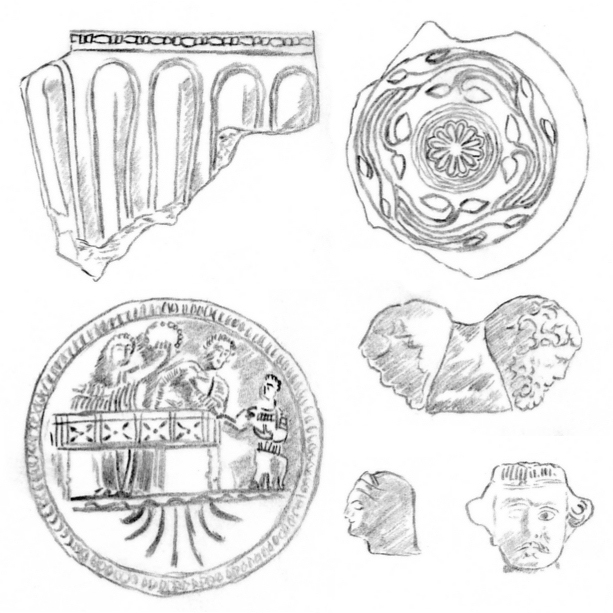
Principali artefatti archeologici di Taxila rinvenuti nello strato indo-greco (Marshall, John, Taxila, Archaeological excavations)

Sono stati ritrovati molti resti archeologici ellenistici, in particolare monete di re indo-greci, contenitori per cosmetici in pietra decorati con scene della mitologia greca e piccole statuine. Alcuni artefatti sono puramente ellenistici, altri mostrano l'evidenza di un'evoluzione dello stile greco-battriano presente ad Ai-Khanoum verso stili più indianizzati; per esempio, sono stati ritrovati accessori come bracciali per caviglie indiani decorati con scene della mitologia greca, come raffigurazioni di Artemide.
In realtà, gli scavi dei livelli greci di Sirkap sono stati molto limitati, sviluppandosi inoltre solo in aree periferiche per evitare di andare a toccare i più recenti strati archeologici (quelli indo-sciti e in particolare quelli indo-parti) e le costruzioni religiose, oltre a causa della difficoltà di scavare estensivamente a sei metri di profondità. Sebbene molto interessanti, i risultati sono parziali e le conclusioni tratte non possono essere considerate definitive. Oltre a Sirkap, nessuno scavo archeologico di rilievo di città indo-greche è mai stato effettuato.
Artefatti ellenistici sono stati ritrovati in tutta l'India settentrionale. Sigilli di argilla raffiguranti divinità greche e la raffigurazione di un re indo-greco identificato con Demetrio sono stati ritrovati a Benares.

### Stupa

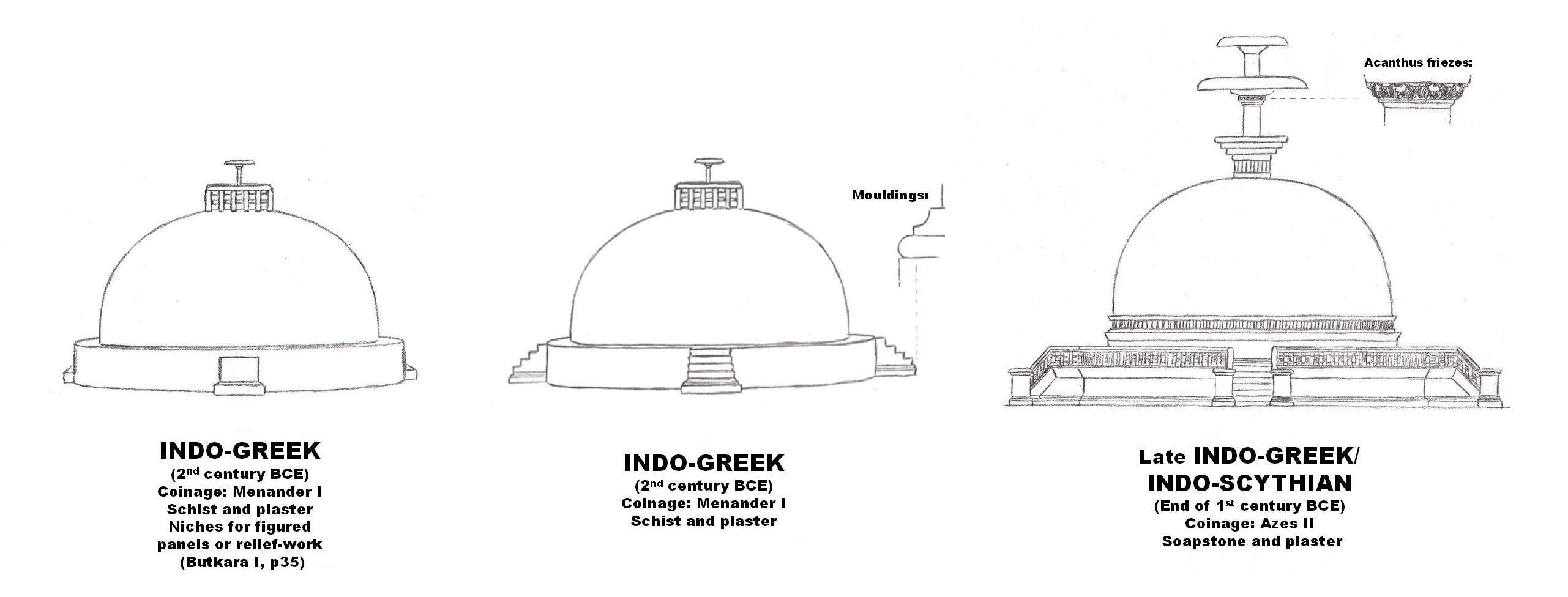
Evoluzione dello stupa di Butkara (Swat, Pakistan) durante il periodo indo-greco

Quando gli Indo-Greci si insediarono nell'area di Taxila architetture buddiste erano già presenti nell'area, una tra queste lo stupa di Dharmarajika costruito da Ashoka nel III secolo a.C. Queste strutture vennero rinforzate nei secoli successivi attraverso la costruzione di anelli di piccoli stupa e altre costruzioni.
Sotto le fondamenta di uno di questi stupa del I secolo a.C. furono trovate varie monete con effigiato il re indo-greco Zoilos II.
Nel II secolo a.C., soprattutto sotto il regno di Menandro I, varie strutture buddiste, come lo stupa di Butkara nella regione dello Swat, furono ingrandite e decorate con elementi architettonici ellenistici. Gli stupa erano solamente delle collinette rotonde quando gli Indo-Greci si insediarono in India, forse con qualche decorazione sulla sommità, ma subito aggiunsero varie strutture e elementi decorativi come cinture di rafforzamento, nicchie, decorazioni architettoniche come plinti, tori e cavetti, stucchi colorati. Le nicchie dovevano probabilmente contenere delle statue o dei fregi, un indizio della prima arte decorativa buddista attestata all'epoca degli Indo-Greci. Tramite il ritrovamento in queste costruzioni di Monete di Menandro I se ne stabili la datazione al 150 a.C. circa. Tra la fine del dominio indo-greco e durante il periodo indo-scito (I secolo a.C.) gli stupa vennero riccamente decorati con scale ornate da colonne e fasce ellenistiche con foglie d'acanto.

## Religione
Oltre alla venerazione degli dei del pantheon greco classico, attestata dalle raffigurazioni di queste divinità (Zeus, Eracle, Atena, Apollo,...) sulle monete, gli Indo-Greci vennero influenzati dalle fedi locali, in particolare dal buddismo, ma anche dall'Induismo e dallo Zoroastrismo.

### Buddismo
Dopo che i Greco-Battriani ebbero occupato militarmente l'India settentrionale intorno al 180 a.C., ebbero a che fare con la fede buddhista, con interazioni di cui rimangono testimonianze.

#### Conversione di Menandro
Pare che Menandro I il "re salvatore", noto nelle fonti in sanscrito come Milinda, si fosse convertito al Buddhismo; viene infatti descritto dai testi sacri buddhisti come un grande benefattore di questa religione, al pari di Ashoka e del successivo re kushan Kanishka. Menandro è famoso per i suoi dialoghi con il monaco buddhista Nagasena, pervenuti all'interno del Milinda Panha ("Le domande di re Milinda"), che spiega come divenne un arhat buddhista:
(Milinda Panha, trad. W. Rhys Davids)
Un altro testo indiano, lo Stupavadana di Kṣemendra, cita sotto forma di profezia che Menandro costruì uno stupa a Pataliputra.
Anche Plutarco parla del governo benevolo di Menandro, raccontando di come, alla sua morte, l'onore di dividersi le sue spoglie venne rivendicato dalle varie città sulle quali aveva governato, e che i suoi resti vennero custoditi in "monumenti" (μνημεία, probabilmente degli stupa), in maniera simile a quanto accaduto al Buddha storico:
(Plutarco, Precetti politici, 28.6))

#### Proselitismo buddista

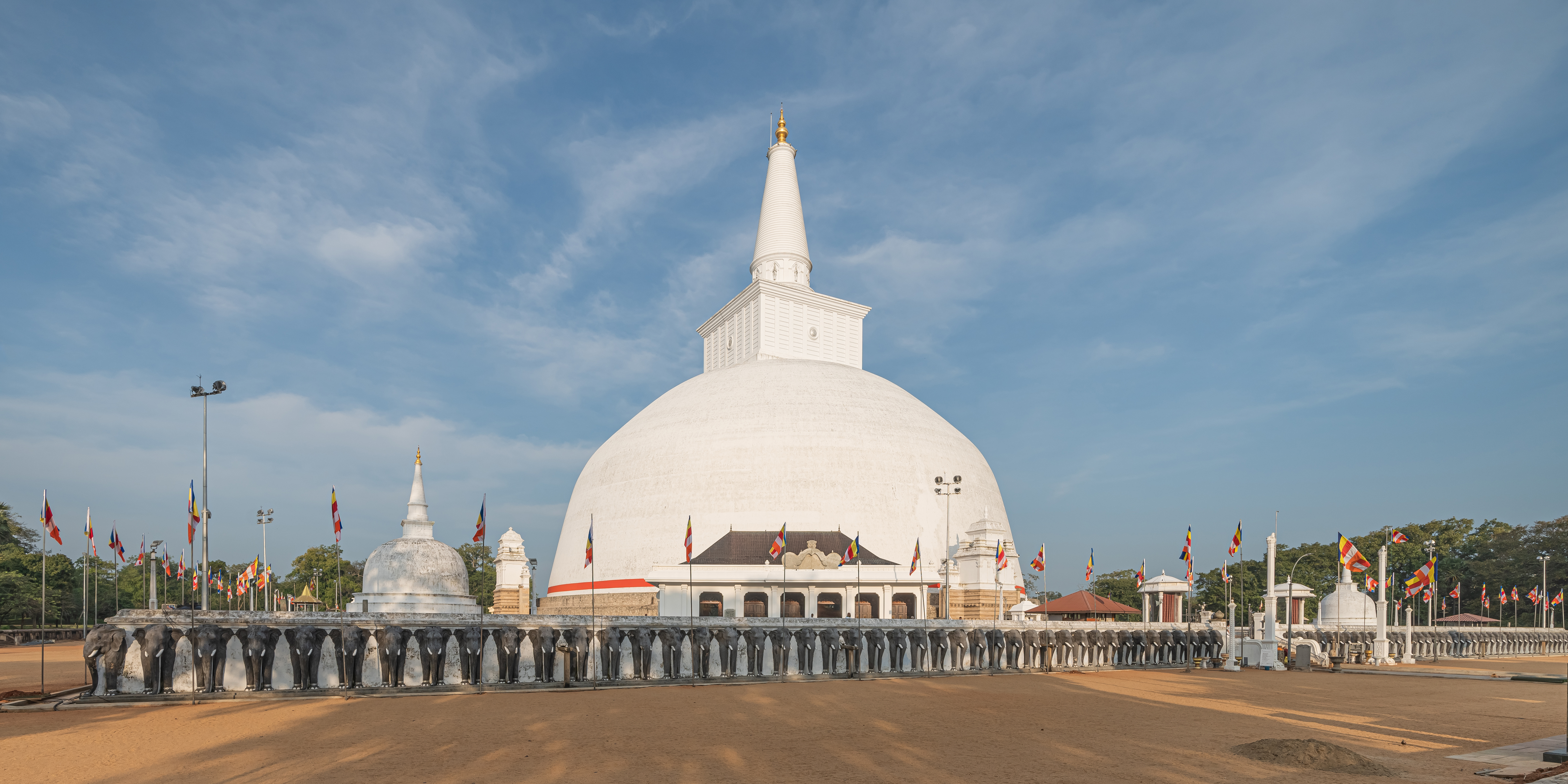
Secondo il Mahavamsa, il Grande Stupa di Anurādhapura, Sri Lanka, fu inaugurato alla presenza di una delegazione di 30.000 Yona giunti da Alessandria del Caucaso attorno al 130 a.C.

Sono registrate nelle fonti le partecipazioni dei Greci ai pellegrinaggi buddhisti. Si dice che sotto il regno di Menandro I, il monaco buddhista greco (pali: yona, "ionico") Mahadharmaraksita (sanscrito: Mahadharmaraksita, "Gran protettore del dharma") sia giunto da Alasandra (identificata con Alessandria del Caucaso, la città fondata da Alessandro Magno nei pressi della odierna Kabul) con 30.000 monaci in occasione della cerimonia di inaugurazione del Maha Thupa ("Grande stupa") costruito da re Dutthagamani ad Anurādhapura in Sri Lanka intorno al 130 a.C., a riprova dell'importanza del Buddhismo nelle comunità dell'India nord-occidentale e del ruolo prominente svolto dai monaci buddhisti greci in tali zone.
(Mahavamsa, XXIX)
Sono conservate anche numerose iscrizioni buddhiste greche in India, come quella del meridarca (governatore civile di una provincia) greco Teodoro, che descrive in kharoshthi come aveva messo in un tempio le reliquie di Buddha. Le iscrizioni vennero trovate su un vaso in uno stupa risalente al regno di Menandro o di uno dei suoi successori nel I secolo a.C.:
(Iscrizione di Teodoro sul vaso Swat)
Sebbene la diffusione del Buddhismo in Asia centrale e settentrionale sia normalmente attribuita ai Kushan uno o due secoli dopo, esiste la possibilità che sia stato introdotto in quelle aree da Gandhara «anche prima, al tempo di Demetrio e Menandro». Esiste però un indizio testuale che suggerisce come il Buddhismo possa essere penetrato molto prima in Asia centrale: i primi due discepoli del Buddha erano chiamati Tapassu e Bhallika, ed erano originari della regione di Balhika (nome sanscrito della Battria); sebbene non sia possibile dedurre che un'azione di proselitismo importante sia avvenuta dopo il loro viaggio di ritorno, il fatto che il nome sanscrito per la Battria derivi dal nome di un monaco buddhista battriano suggerisce una qualche sorta di influenza iniziale.

#### Simbolismo buddhista

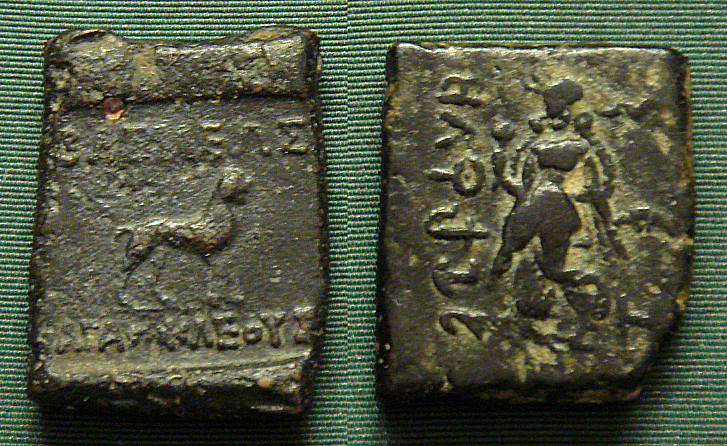
Moneta indiana di Agatocle, con leone buddhista e dea indù Lakshmi

Dal 180 a.C. circa, Agatocle e Pantaleone, probabili successori di Demetrio I nella regione di Paropamisadae e i più antichi re greci a coniare monete quadrate di standard indiano con legende bilingue greco-bramino, fecero raffigurare il leone buddhista con la dea indù Lakshmi. Alcune monete di standard indiano di Agatocle raffigurano anche uno stupa a sei archi e un albero con un'inferriata, simbolo tipico dell'albero della Bodhi nel Buddhismo antico. Queste monete mostrano la volontà, mai registrata prima, di adattarsi ad ogni aspetto della cultura locale: la forma delle monete, la loro dimensione, la loro lingua e religione.
In seguito, alcune monete indo-greche incorporarono il simbolo buddhista della ruota a otto raggi, come nel caso di Menandro I e del suo probabile nipote Menandro II. Su queste monete la ruota è associata alla simbologia greca della vittoria, la palma della vittoria o la corona intrecciata della vittoria porta dalla dea Nike. Questa simbologia ha suggerito ad alcuni studiosi che Menandro abbia adottato durante il suo regno il ruolo di chakravartin, "colui che fa girare la ruota della legge", tradotto come "re della ruota" nei testi occidentali.
L'ubiquo simbolo dell'elefante potrebbe essere associato al Buddhismo o meno. È interessante che su alcune monete di Antialcide l'elefante svolga lo stesso ruolo per Zeus e Nike che la ruota buddhista svolge sulle monete di Menandro II, suggerendo un significato comune per i due simboli. Alcune delle prime monete del re Apollodoto I permettono di associare direttamente l'elefante al simbolismo buddhista; presentano anche la collina stupa sormontata da una stella già presente sulle monete dell'Impero Maurya e su quelle del successivo Regno Kuninda.
Dopo il regno di Menandro I, diversi sovrani indo-greci — Agatocleia, Aminta, Nicia, Peucolao, Ermeneo, Ippostrato, Menandro II e Filosseno — fecero raffigurare sé stessi o le divinità greche con la mano destra nel gesto di benedizione identico al vitarka mudrā buddhista (pollice e indice uniti, le altre dita estese), che nel Buddhismo indica la trasmissione degli insegnamenti del Buddha.
Esattamente nello stesso periodo, dopo la morte di Menandro, molti sovrani indo-greci iniziarono ad adottare sulle loro monete il titolo pali di dharmikasa, "seguace del dharma" (il titolo del grande re indiano buddhista Ashoka era dhrmaraja, "re del dharma"). Questo utilizzo è presente in Stratone II, Zoilo I, Eliocle II, Teofilo, Peucolao, Menandro II e Archebio.
Allo stesso tempo, la conversione di Menandro I al Buddhismo suggerita dal Milinda Panha sembra aver causato l'introduzione dell'uso del simbolismo buddhista, in una forma o in un'altra, nelle emissioni monetarie di quasi la metà dei re che gli succedettero. In particolare, tutti i sovrani che dopo Menandro hanno regnato a Gandhara (a parte il poco conosciuto Demetrio III) mostrano simboli buddhisti; fa eccezione il potente Ippostrato, che probabilmente prese sotto la propria protezione molti greci gandhariani in fuga dagli Indo-sciti.
Un bassorilievo del II secolo a.C. proveniente dallo stupa buddhista di Bharhut, nel Mandhya Pradesh orientale, ora conservato al Museo indiano di Calcutta), raffigura un soldato straniero con i capelli ricci di un greco e la fascia regale con le estremità svolazzanti di un re greco cinta sulla testa; nella mano sinistra regge un ramo d'edera simbolo di Dioniso; indossa alcune vesti di stile ellenistico, con righe di pieghe geometriche; sulla sua spada compare il simbolo buddhista dei tre gioielli, il triratana.

#### Raffigurazioni del Buddha

##### Statuaria

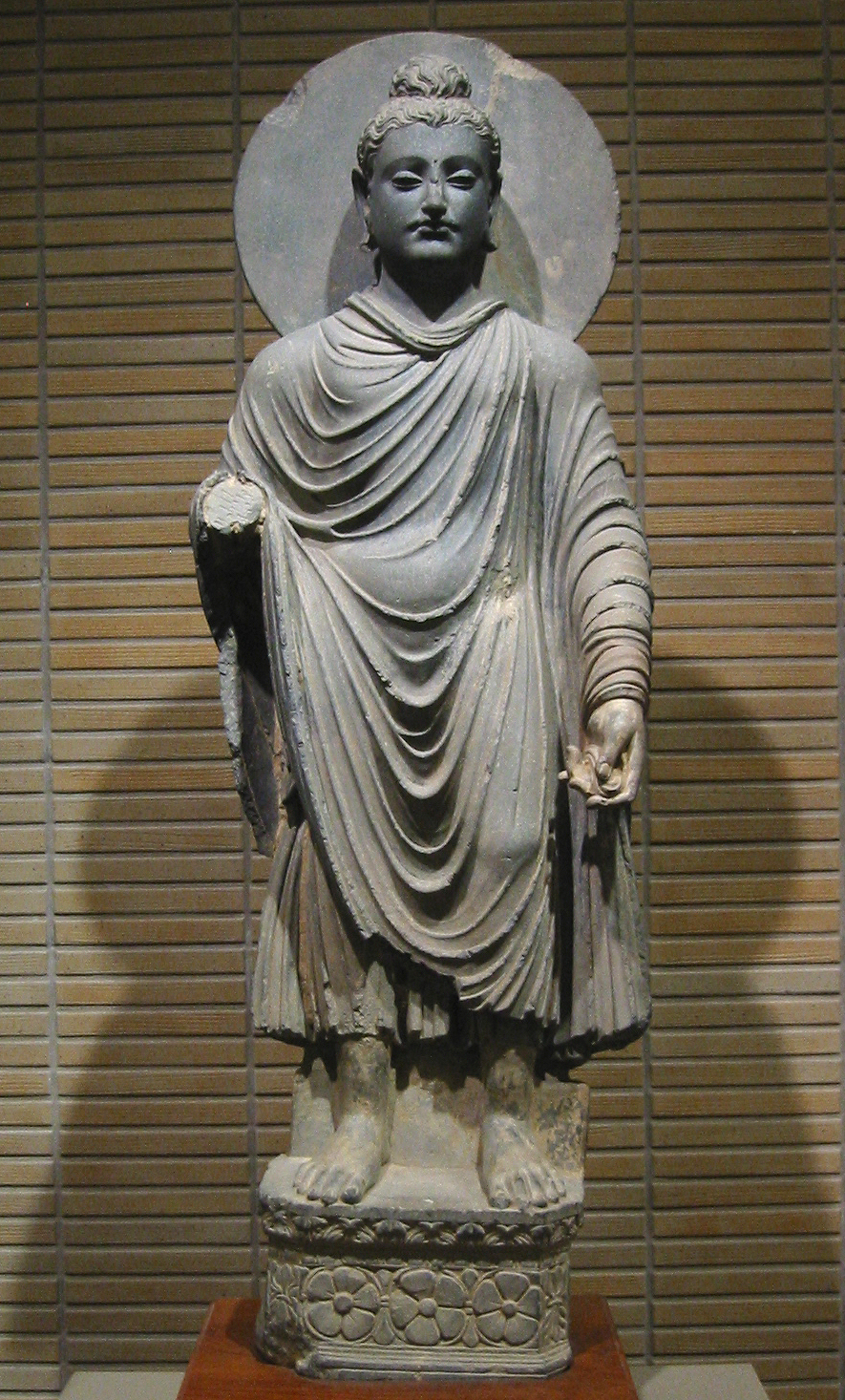
Il Budda in piedi, conservato al Museo nazionale di Tokyo è una delle prime raffigurazioni note di Buddha: proviene da Gandhara ed è in stile ellenistico

Gli Indo-greci potrebbero essere stati i primi a produrre raffigurazioni antropomorfe del Buddha nella statuaria, forse già dal II-I secolo a.C.; gli stupa costruiti all'epoca di Menandro, come lo stupa di Butkara, erano provvisti di nicchie destinate ad ospitare statue o rilievi, costituendo un indizio di un'arte figurativa buddhista all'epoca degli Indo-greci. Esistono anche dipinti cinesi che raffigurano l'imperatore Wudi mentre venera delle statue di Buddha portate dall'Asia centrale intorno al 120 a.C.

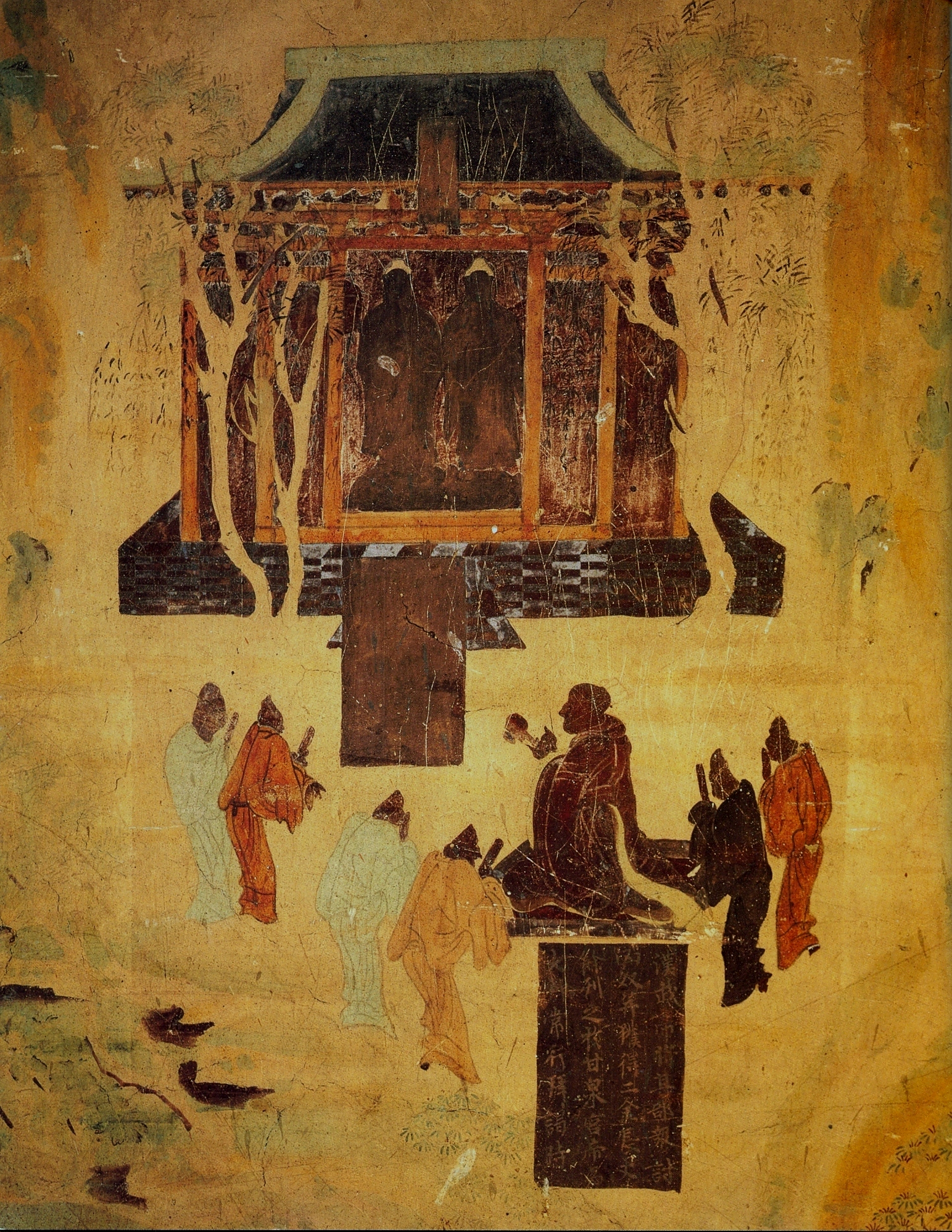
Affresco cinese nelle Grotte di Mogao, raffigurante statue dorate di Buddha portate in Cina dall'Asia centrale intorno al 120 a.C.

Alfred Foucher considerava le statue a tutto tondo di Buddha in posizione eretta come «le più belle, e probabilmente le più antiche, statue di Buddha», riconducendole al II-I secolo a.C., durante il regno di Menandro, e sostenendo che abbiano ispirato le successive raffigurazioni antropomorfiche di Buddha:
(Alfred Foucher, The beginnings of Buddhist Art, p. 127.)
La predisposizione dei Greci a raffigurare e venerare divinità autoctone è attestata anche in Egitto, con la creazione del dio Serapide in stile ellenistico come adattamento della divinità egizia di Apis, o in Frigia con la raffigurazione ellenistica della divinità locale Cibele. Al contrario, l'arte buddhista indiana era tradizionalmente aniconica (Buddha era rappresentato solo tramite simboli), come pure nella tradizione iranica (il cui influsso fu dovuto agli Indo-parti nel I secolo), in cui le divinità non erano raffigurate in forma umana. Una tradizione indo-cinese spiega inoltre che Nagasena, il maestro di Buddhismo di Menandro I, creò nel 43 a.C. a Pataliputra la famosa statuetta del Buddha di smeraldo, venerata oggi in Thailandia come palladio della locale monarchia.

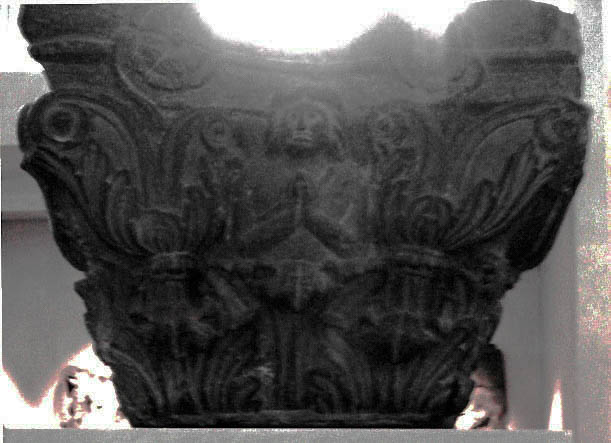
Capitello indo-corinzio proveniente dallo stupa di Butkara, raffigurante un devoto buddhista con delle foglie, datato al 20 a.C. (Museo d'Arte Orientale di Torino, Palazzo Mazzonis, Torino)

La datazione delle prime statue di Buddha può essere stimata da un confronto stilistico con la monetazione indo-greca: le monete coniate prima del 50 a.C. mostrano infatti l'elevato realismo tipico della cultura ellenistica, che tende a diminuire dopo quella data, in conseguenza delle invasioni di Indo-sciti, Yuezhi e Indo-parti. Le più antiche statue di Buddha pervenute sono molto realistiche e mostrano stilemi ellenistici; questa considerazione ne permette la datazione al periodo che intercorre tra la morte di Menandro I (130 a.C.) e le invasioni (50 a.C.), quando il simbolismo buddhista entra a far parte della monetazione indo-greca. Menandro e i suoi successori potrebbero dunque essere stati i protagonisti della diffusione delle idee e delle raffigurazioni di Buddha.

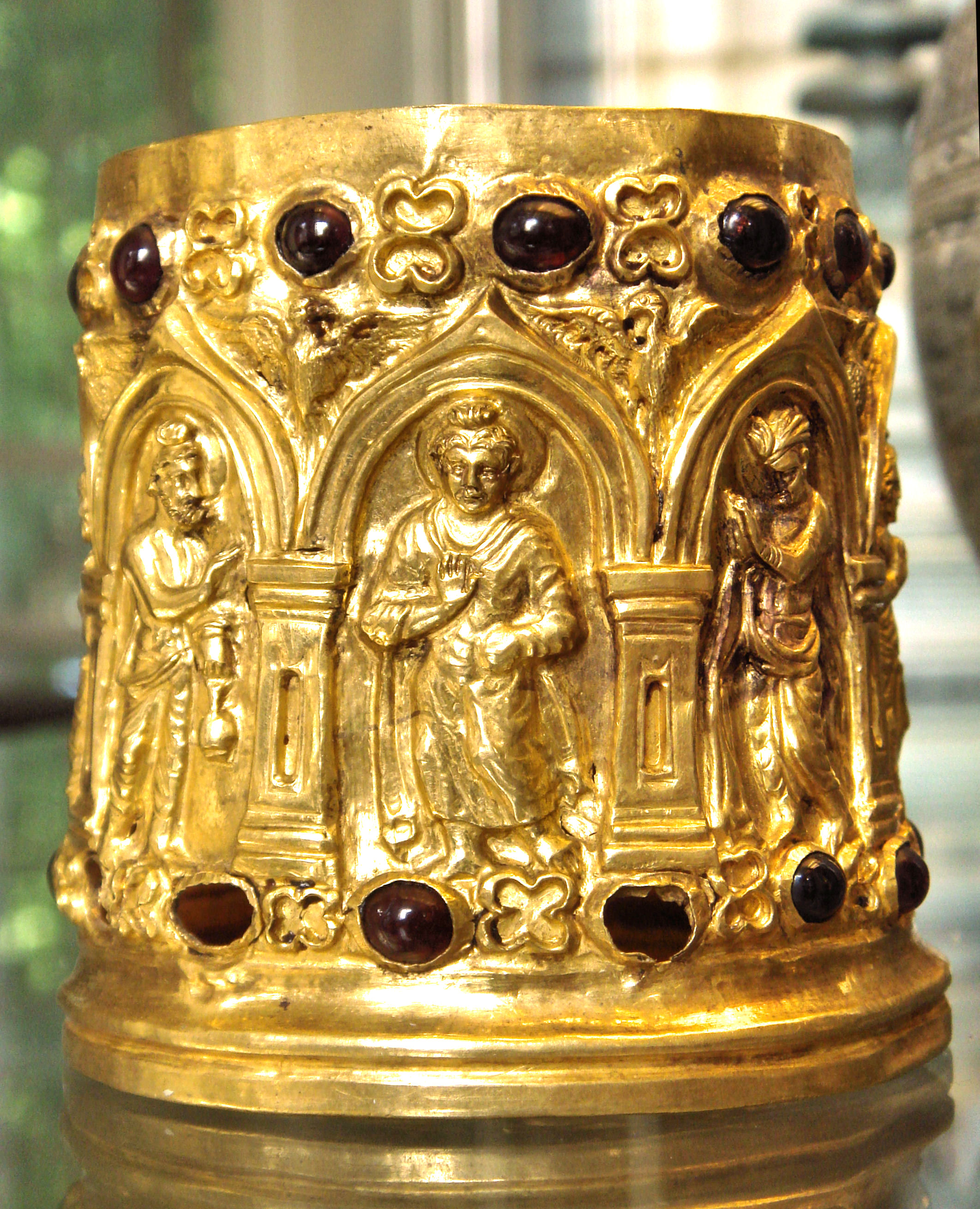
Il portagioie di Bimaran, recante raffigurazioni del Buddha, potrebbe essere un'opera indo-greca del 30-10 a.C. (British Museum)

Le raffigurazioni del Buddha potrebbero essere connesse anche alla sua progressiva divinizzazione, che è solitamente associata alla diffusione del principio indiano del bhakti, la devozione personale ad una divinità. Il bhakti è un principio evolutosi all'interno del movimento religioso Bhagavata e si ritiene abbia permeato il Buddhismo a partire dal 100 a.C. circa, fornendo un contributo fondamentale alla rappresentazione umana del Buddha. L'associazione tra gli Indo-greci e il movimento Bhagavata è documentato dal Pilastro di Eliodoro, eretto durante il regno del re indo-greco Antrialcide (115-95 a.C.): in quel periodo le relazioni con i Sunga sembrano essere migliorate, con scambi religiosi di qualche genere; il 100 a.C. sarebbe quindi l'epoca in cui il bhakti avrebbe incontrato la tradizione artistica ellenistica.
La maggior parte delle raffigurazioni più antiche del Buddha sono anepigrafiche, caratteristica che le rende difficili da datare; la prima rappresentazione del Buddha cui è possibile attribuire una data è il portagioie di Bimaran, che è stato trovato sepolto con monete del re indo-scito Azes II (o forse Azes I), risalenti al periodo 30-10 a.C., sebbene questa data non sia accettata da tutti gli studiosi. La datazione, lo stile ellenistico e la raffigurazione dei Buddha (rappresentazione del vestito in stile ellenistico, attitudine da "contrapposto") fanno pensare che il portagioie sia un lavoro indo-greco, utilizzato per cerimonie indo-scite subito dopo la fine del dominio indo-greco nell'area di Gandhara. L'iconografia di tipo già avanzato — Brahmā e Śakra come attendenti, la presenza di bodhisattva — suggerisce che raffigurazioni di Budda erano già frequenti all'epoca, fin dall'epoca indo-greca.

##### Monetazione
Raffigurazioni antropomorfiche di Buddha sono totalmente assenti dalla monetazione indo-greca: questo fatto potrebbe suggerire il rispetto dei sovrani indo-greci per la norma indiana delle raffigurazioni aniconiche del Buddha, che prevede la rappresentazione dei soli simboli buddhisti (la ruota del dharma, il leone seduto). Secondo questa interpretazione, la raffigurazione del Buddha sarebbe un fenomeno posteriore, datato normalmente al I secolo e promosso dai sovrani indo-sciti, indo-parti e kushan per mezzo di manodopera greca e, in seguito, indiana.
Una differente interpretazione è che gli Indo-greci non abbiano considerato Buddha un dio vero e proprio, ma piuttosto un saggio o un filosofo umano, in linea con la tradizionale dottrina buddista del Nikaya; proprio come i filosofi venivano raffigurati sulle statue ma non sulle monete, l'immagine del Buddha sarebbe apparsa solo nella statuaria.
Infine, sebbene i sovrani indo-greci raffigurarono divinità indiane sulle loro monete, come nel caso delle monete di Agatocle (180 a.C.), in seguito la pratica venne interrotta. Dunque gli Indo-greci decisero non raffigurare divinità locali sulle loro monete, per ragioni non note.